# Aborcja w Polsce
     Legalna na życzenie, bez granicy wieku ciążowego
     Legalna na życzenie, z granicą wieku ciążowego po 17. tygodniu
     Legalna na życzenie, z granicą wieku ciążowego do 17. tygodnia
     Legalna na życzenie, z niejasną granicą wieku ciążowego
     Legalna w przypadku zagrożenia życia, zdrowia fizycznego lub psychicznego matki, gwałtu*, wad płodu lub trudności socjoekonomicznych
     Legalna w przypadku zagrożenia życia, zdrowia fizycznego lub psychicznego matki, gwałtu* lub wad płodu
     Legalna w przypadku zagrożenia życia, zdrowia fizycznego lub psychicznego matki lub wad płodu
     Legalna w przypadku zagrożenia życia, zdrowia fizycznego lub psychicznego matki lub gwałtu*
     Legalna w przypadku zagrożenia życia, zdrowia fizycznego lub psychicznego matki
     Nielegalna z wyjątkiem zagrożenia życia matki
     Nielegalna bez względu na okoliczności
     Brak informacji

Stan prawny aborcji na świecie:
Legalna na życzenie, bez granicy wieku ciążowego
Legalna na życzenie, z granicą wieku ciążowego po 17. tygodniu
Legalna na życzenie, z granicą wieku ciążowego do 17. tygodnia
Legalna na życzenie, z niejasną granicą wieku ciążowego
Legalna w przypadku zagrożenia życia, zdrowia fizycznego lub psychicznego matki, gwałtu*, wad płodu lub trudności socjoekonomicznych
Legalna w przypadku zagrożenia życia, zdrowia fizycznego lub psychicznego matki, gwałtu* lub wad płodu
Legalna w przypadku zagrożenia życia, zdrowia fizycznego lub psychicznego matki lub wad płodu
Legalna w przypadku zagrożenia życia, zdrowia fizycznego lub psychicznego matki lub gwałtu*
Legalna w przypadku zagrożenia życia, zdrowia fizycznego lub psychicznego matki
Nielegalna z wyjątkiem zagrożenia życia matki
Nielegalna bez względu na okoliczności
Brak informacji
- – w niektórych krajach (w tym w Polsce) – również innego niż gwałt czynu zabronionego.

Aborcja w Polsce – do 1932 roku była bezwzględnie zabroniona, a od 1932, z przerwą w okresie okupacji niemieckiej, od ogólnego zakazu aborcji obowiązują określone wyjątki. Obecnie – zgodnie z ustawą z dnia 7 stycznia 1993 o planowaniu rodziny, ochronie płodu ludzkiego i warunkach dopuszczalności przerywania ciąży w brzmieniu ukształtowanym m.in. przez dwa wyroki Trybunału Konstytucyjnego: wyrok z dnia 28 maja 1997 oraz wyrok z dnia 22 października 2020 – aborcja jest dopuszczalna jedynie w dwóch przypadkach:
1. gdy ciąża stanowi zagrożenie dla życia lub zdrowia kobiety ciężarnej (bez ograniczeń ze względu na wiek płodu),
2. gdy zachodzi uzasadnione podejrzenie, że ciąża powstała w wyniku czynu zabronionego, tj. gwałtu, wykorzystania bezradności lub upośledzenia do doprowadzenia do obcowania płciowego lub innej czynności seksualnej, nadużycia stosunku zależności lub wykorzystanie krytycznego położenia do doprowadzenia do obcowania płciowego lub innej czynności seksualnej, obcowania płciowego z małoletnim lub kazirodztwa[3] (do 12 tygodni od początku ciąży).

Występowanie okoliczności określonej w pkt. 1 stwierdza lekarz inny niż przeprowadzający zabieg, chyba że ciąża zagraża bezpośrednio życiu kobiety; okoliczność określoną w pkt. 2 stwierdza prokurator. W przypadku kobiety małoletniej, bądź ubezwłasnowolnionej całkowicie konieczna jest zgoda jej rodziców bądź opiekunów prawnych, a w przypadku, gdy nie są w stanie jej wyrazić bądź ciężarna ma mniej niż 13 lat także sądu rodzinnego.
Federacja na rzecz Kobiet i Planowania Rodziny szacuje, że Polki wykonują rocznie od 80 do 200 tys. aborcji. Jednocześnie przedstawiciele Federacji podkreślają, że faktyczna liczba przeprowadzanych aborcji jest trudna do ustalenia. Zdaniem Federacji 15% zabiegów dokonuje się poza granicami kraju. Według opublikowanego w 2013 badania Centrum Badania Opinii Społecznej nawet 1/3 Polek (i nie mniej niż 1/4) w ciągu całego swojego życia przynajmniej raz miała aborcję. Organizacje opowiadające się za restrykcyjnym prawem aborcyjnym szacują liczbę zabiegów przerwania ciąży przeprowadzonych przez Polki w tzw. podziemiu aborcyjnym na 7–14 tys. rocznie.
Przez długi czas od momentu wejścia w życie obecnej ustawy regulującej kwestię przerywania ciąży, liczba rocznie wykonywanych legalnych aborcji nie przekraczała tysiąca (z wyjątkiem krótkiego okresu, w którym była ona dopuszczalna z przyczyn społecznych). Od 2002 następuje stopniowy wzrost liczby legalnie przeprowadzonych zabiegów, a począwszy od 2015 utrzymuje się ona na poziomie ok. 1000–1100 rocznie. W 2020 wykonano 1076 legalnych aborcji (z czego niemal 98% przeprowadzono na podstawie przesłanki embriopatologicznej, tzn. w wyniku dużego prawdopodobieństwa ciężkiego lub nieodwracalnego upośledzenia płodu lub choroby zagrażającej jego życiu). Liczba przestępstw związanych z przerywaniem ciąży wynikających z ustawy z dnia 7 stycznia 1993 r. o planowaniu rodziny, ochronie płodu ludzkiego i warunkach dopuszczalności przerywania ciąży wynosi od kilkudziesięciu do kilkuset rocznie.

## Historia

### Pod zaborami
W okresie zaborów obowiązywały kodeksy karne państw zaborczych uznające aborcję za przestępstwo bez wyjątków (aczkolwiek przerwanie ciąży dokonane dla ratowania życia matki mogło być uznane za legalne jako działanie w stanie wyższej konieczności). W zaborze austriackim odpowiedzialności karnej podlegał także ojciec mającego narodzić się dziecka, jeśli udowodniono mu udział w dokonaniu aborcji. Przepisy te były w mocy w odrodzonym państwie polskim aż do 1932 roku.

### Okres międzywojenny
Po odzyskaniu przez Polskę niepodległości została powołana Komisja Kodyfikacyjna, która miała za zadanie przygotować projekt Kodeksu karnego. W związku z nią rozgorzała dyskusja, także w kwestii zakresu prawnej ochrony życia. Ścierały się stanowiska prezentowane przez środowiska katolickie i konserwatywne z jednej strony i liberalne z drugiej. W kampanię proaborcyjną byli zaangażowani m.in. Tadeusz Boy-Żeleński i Irena Krzywicka. Ostatecznie Komisja Kodyfikacyjna postanowiła wprowadzić karalność aborcji (zarówno wobec matki, jak i abortera), ale w art. 233 Kodeksu karnego z 1932 znalazły się dwa wyjątki od tej karalności, tj.:
1. z powodu ścisłych wskazań medycznych;
2. gdy ciąża zaistniała w wyniku zgwałcenia, kazirodztwa bądź współżycia z nieletnią poniżej lat 15[17].

Kodeks wprowadzał też wymóg, aby zabieg był dokonany przez lekarza, nie podano natomiast trybu stwierdzania występowania przepisanych ustawą wyjątków ani stadium zaawansowania ciąży, do jakiego wolno dokonać aborcji. Rozporządzenie Prezydenta Rzeczypospolitej z dnia 25 września 1932 o wykonywaniu praktyki lekarskiej wprowadziło wymóg, aby konieczność medyczna usunięcia ciąży była potwierdzona przez dwóch lekarzy innych niż przeprowadzający zabieg a uzasadnione podejrzenie, że do zapłodnienia doszło wskutek przestępstwa stwierdzone odpowiednim zaświadczeniem prokuratora.
W momencie wejścia w życie było to jedno z najbardziej liberalnych ustawodawstw aborcyjnych w Europie. Bardziej liberalne przepisy aborcyjne miał jedynie ZSRR w latach 1920–1936.

### Okupacja niemiecka
22 lipca 1942 roku Adolf Hitler wyraził swoje zdanie na temat zmniejszenia populacji wschodnich terenów okupowanych: „W obliczu dużych rodzin tubylczej ludności jest dla nas bardzo korzystne, jeśli dziewczęta i kobiety mają możliwie najwięcej aborcji”. Hitler groził także: „Osobiście zastrzelę tego idiotę, który chciałby wprowadzić w życie przepisy zabraniające aborcji na wschodnich terenach okupowanych”.
W okresie okupacji hitlerowskiej obowiązywało w latach 1943–1945 prawo pozwalające na dokonywanie aborcji w nieograniczonym zakresie przez Polki – był to jedyny raz w historii Polski, kiedy aborcja była legalna „na żądanie”. Wprowadzenie tego rodzaju przepisów było nielegalne zarówno w świetle prawa polskiego, w tym dekretu Prezydenta Rzeczypospolitej Polskiej z dnia 30 listopada 1939 r. o nieważności wszelkich aktów prawnych władz okupacyjnych, jak i prawa międzynarodowego w zakresie zasad prowadzenia wojny i zakazów dla państw-okupantów, określonych w ratyfikowanej przez Niemcy konwencji haskiej IV (1907). Za „zachęcanie lub zmuszanie niearyjskich kobiet do poddania się aborcji, świadczenie im usług aborcyjnych oraz wyłączenie jurysdykcji sądów polskich w sprawach o dokonanie aborcji” skazani zostali członkowie SS i urzędnicy Głównego Urzędu ds. Ras i Osadnictwa SS, w procesach norymberskich.

### Polska Rzeczpospolita Ludowa
Ustawa z 28 października 1950 o zawodzie lekarza wprowadziła wymóg, aby konieczność przerwania ciąży przez wzgląd na zdrowie kobiety ciężarnej była potwierdzona orzeczeniem komisji lekarskiej (której skład i tryb postępowania określi rozporządzenie ministra zdrowia), a uzasadnione podejrzenie, że do zapłodnienia doszło w wyniku zgwałcenia, kazirodztwa bądź współżycia z małoletnią poniżej lat 15 stwierdzone stosownym zaświadczeniem prokuratora. 27 lipca 1954 została podjęta instrukcja Ministra Zdrowia w sprawie stwierdzania konieczności dokonania zabiegu przerwania ciąży ze względu na zdrowie kobiety ciężarnej.
Ustawa z dnia 27 kwietnia 1956 r. o warunkach dopuszczalności przerywania ciąży wprowadziła możliwość dokonywania aborcji przez uprawnionego do tego lekarza w trzech przypadkach (art. 1 ust. 1):
1. gdy za przerwaniem ciąży przemawiały wskazania lekarskie dotyczące zdrowia płodu lub kobiety ciężarnej;
2. gdy zachodziło uzasadnione podejrzenie, że ciąża powstała w wyniku przestępstwa;
3. ze względu na trudne warunki życiowe kobiety ciężarnej.

Ustawa zakazywała aborcji w przypadkach określonych w pkt 2 i 3, jeżeli zachodziły przeciwwskazania lekarskie dotyczące zabiegu przerwania ciąży (art. 1 ust. 2). Istnienie uzasadnionego podejrzenia, że ciąża powstała w wyniku przestępstwa, stwierdzało zaświadczenie wydane przez prokuratora (art. 2 ust. 1). Zabronione było:
- zmuszanie kobiety do poddania się zabiegowi przerwania ciąży (art. 3);
- dokonywanie zabiegu przerwania ciąży za zgodą kobiety, lecz wbrew przepisom art. 1 ustawy (art. 4);
- udzielanie pomocy kobiecie ciężarnej w dokonaniu zabiegu przerwania ciąży wbrew przepisom art. 1 ustawy (art. 5).

W arendze do tej ustawy podkreślono, że jej celem jest ochrona zdrowia kobiety przed ujemnymi skutkami zabiegów przerywania ciąży, dokonywanych w nieodpowiednich warunkach lub przez osoby niebędące lekarzami. W praktyce stosowania tej ustawy była wykorzystywana podstawa odwołująca się do względów społecznych, ponieważ w drodze rozporządzenia Ministra Zdrowia ustalono, że na podstawie oświadczenia kobiety ciężarnej stwierdza się istnienie ciężkich warunków życiowych kobiety.
W kontekście tej ustawy, na gruncie prawa karnego interpretowano w doktrynie, jako dobro chronione:
- przez jednych autorów: zdrowie i życie kobiety ciężarnej, nie zaś płód[29], albo ciążę kobiety zgodną z jej wolą[30],
- przez innych autorów: ciążę, tj. normalny rozwój płodu ludzkiego w łonie matki[31], pośrednio zaś życie i zdrowie kobiety ciężarnej[32].

Jednak w praktyce, aborcja była wykonywana na życzenie kobiety. Co prawda kobiety musiały składać oświadczenia o swojej sytuacji życiowej, lecz lekarze byli zobowiązani je weryfikować do 1959 roku. Później zabiegi przeprowadzano na życzenie kobiet.
W grudniu 1977 roku Polski Komitet Obrony Życia, Rodziny i Narodu zebrał ponad 12 tysięcy podpisów pod wnioskiem do Sejmu PRL o zniesienie ustawy o warunkach dopuszczalności przerywania ciąży z 1956 roku. Sejm przekazał sprawę Ministerstwu Zdrowia i Opieki Społecznej, które w odpowiedzi na inicjatywę stwierdziło, że nie będzie zmian prawnych, ponieważ wspomniana ustawa, zdaniem ministerstwa, przyczynia się do zmniejszenia ilości tzw. aborcji i chroni przed tymi, które są dokonywane przez osoby nieposiadające odpowiednich kwalifikacji. Zdaniem współtwórcy Komitetu – Mariana Barańskiego – celem tej akcji nie było przekonanie władz do zmian prawnych, bo było to raczej niemożliwe, ale zainteresowanie sprawą jak najszerszych kręgów społecznych.
27 kwietnia 1987 roku ówczesny Klub Inteligencji Katolickiej w Szczecinie złożył do Sejmu wniosek o zastąpienie dotychczasowych przepisów ustawą o ochronie rodzicielstwa. 1 marca 1988 roku przedstawił wniosek uzupełniający. W wyniku tego w maju 1988 roku w Sejmie powołano podkomisję w tej sprawie. Na jej czele stanął Janusz Szymborski, a oprócz niego w skład weszło sześcioro innych posłów. Sejmowa Komisja Polityki Społecznej, Zdrowia i Kultury Fizycznej poświęciła swoje posiedzenie, w dniu 18 października 1988 roku sprawozdaniu z działalności podkomisji, jak również dyskusji nad ewentualną nowelizacją ustawy. 28 lutego 1989 roku w Sejmie złożono projekt ustawy o ochronie prawnej dziecka poczętego, podpisany przez 74 posłów, a przygotowany przez zespół ekspertów Komisji Episkopatu Polski do spraw Rodziny. 10 maja 1989 roku, na połączonym posiedzeniu, nad projektem dyskutowały sejmowe komisje Polityki Społecznej, Zdrowia i Kultury Fizycznej oraz Prac Ustawodawczych. Przed Sejmem zorganizowano pikiety zwolenników i przeciwników projektu, do których wyszedł w przerwie obrad komisji, ich przewodniczący Marian Król.

### III RP

#### Ustawa z 1993 o planowaniu rodziny
Wejście w życie Ustawy z dnia 7 stycznia 1993 o planowaniu rodziny, ochronie płodu ludzkiego i warunkach dopuszczalności przerywania ciąży, a także jej nowelizacji w postaci Ustawy z dnia 30 sierpnia 1996 r. o zmianie ustawy o planowaniu rodziny, ochronie płodu ludzkiego i warunkach dopuszczalności przerywania ciąży oraz o zmianie niektórych innych ustaw ograniczyło dostęp do zabiegów przerywania ciąży – ustawa przewidywała możliwość dokonania legalnej aborcji przy zaistnieniu jednej z określonych przesłanek:
1. gdy ciąża stanowi zagrożenie dla życia lub zdrowia kobiety ciężarnej (bez ograniczeń ze względu na wiek płodu); wystąpienie tej okoliczności stwierdza lekarz inny niż dokonujący przerwania ciąży, chyba że ciąża zagraża bezpośrednio życiu kobiety
2. gdy badania prenatalne lub inne przesłanki medyczne wskazują na duże prawdopodobieństwo ciężkiego i nieodwracalnego upośledzenia płodu albo nieuleczalnej choroby zagrażającej jego życiu (do chwili osiągnięcia przez płód zdolności do samodzielnego życia poza organizmem kobiety ciężarnej); wystąpienie tej okoliczności stwierdza lekarz inny niż dokonujący przerwania ciąży
3. gdy zachodzi uzasadnione podejrzenie, że ciąża powstała w wyniku czynu zabronionego (do 12 tygodni od poczęcia); wystąpienie tej okoliczności stwierdza prokurator
4. kobieta ciężarna znajduje się w ciężkich warunkach życiowych lub trudnej sytuacji osobistej[39].

W przypadku małoletniej lub kobiety ubezwłasnowolnionej całkowicie, do dokonania aborcji wymagana jest zgoda przedstawiciela ustawowego na piśmie. W przypadku małoletniej powyżej 13. roku życia wymagana jest także jej pisemna zgoda; jeżeli ma poniżej 13 lat, wymagana jest zgoda sądu opiekuńczego, a małoletnia ma prawo do wyrażenia własnej opinii.

#### Kodeks karny z 1997
Art. 152.

§ 1. Kto za zgodą kobiety przerywa jej ciążę z naruszeniem przepisów ustawy, podlega karze pozbawienia wolności do lat 3.

§ 2. Tej samej karze podlega, kto udziela kobiecie ciężarnej pomocy w przerwaniu ciąży z naruszeniem przepisów ustawy lub ją do tego nakłania.

§ 3. Kto dopuszcza się czynu określonego w § 1 lub 2, gdy płód osiągnął zdolność do samodzielnego życia poza organizmem kobiety ciężarnej, podlega karze pozbawienia wolności od 6 miesięcy do lat 8.
Art. 153.

§ 1. Kto stosując przemoc wobec kobiety ciężarnej lub w inny sposób bez jej zgody przerywa ciążę albo przemocą, groźbą bezprawną lub podstępem doprowadza kobietę ciężarną do przerwania ciąży, podlega karze pozbawienia wolności od 6 miesięcy do lat 8.

§ 2. Kto dopuszcza się czynu określonego w § 1, gdy płód osiągnął zdolność do samodzielnego życia poza organizmem kobiety ciężarnej, podlega karze pozbawienia wolności od roku do lat 10.
Art. 154.

§ 1. Jeżeli następstwem czynu określonego w art. 152 § 1 lub 2 jest śmierć kobiety ciężarnej, sprawca podlega karze pozbawienia wolności od roku do lat 10.

§ 2. Jeżeli następstwem czynu określonego w art. 152 § 3 lub w art. 153 jest śmierć kobiety ciężarnej, sprawca podlega karze pozbawienia wolności od lat 2 do 12.

{{Cytat}} Linki zewnętrzne: "źródło".
Kobieta ciężarna nie ponosi odpowiedzialności karnej za przerwanie ciąży.

#### Nowelizacja ustawy dopuszczająca przerywanie ciąży z przyczyn społecznych i jej uchylenie
30 sierpnia 1996 została uchwalona nowelizacja ustawy o planowaniu rodziny, która dopuszczała przerywanie ciąży również, gdy kobieta ciężarna znajduje się w ciężkich warunkach życiowych lub trudnej sytuacji osobistej. Wymagane było złożenie pisemnego oświadczenia przez kobietę ciężarną i odbycie konsultacji z innym lekarzem podstawowej opieki zdrowotnej lub inną uprawnioną osobą, niż tą, która miała przeprowadzić zabieg. Aborcji można było dokonać, jeżeli kobieta podtrzymała swój zamiar po upływie 3 dni od konsultacji. Nowelizacja weszła w życie 4 stycznia 1997.
28 maja 1997 Trybunał Konstytucyjny w pełnym dwunastoosobowym składzie – przy trzech zdaniach odrębnych – orzekł o niezgodności przepisu wprowadzającego tę przesłankę z przepisami konstytucyjnymi utrzymanymi w mocy przez tzw. Małą Konstytucję z 1992 przez to, że „legalizuje przerwanie ciąży bez dostatecznego usprawiedliwienia koniecznością ochrony innej wartości, prawa lub wolności konstytucyjnej oraz posługuje się nieokreślonymi kryteriami tej legalizacji, naruszając w ten sposób gwarancje konstytucyjne dla życia ludzkiego”. Ponadto w uzasadnieniu do tego orzeczenia wyraził pogląd, że uchwalona 2 kwietnia 1997 Konstytucja Rzeczypospolitej Polskiej „potwierdza w art. 38 prawną ochronę życia człowieka. Podstawa konstytucyjna, na której oparł swoje orzeczenie TK, znalazła więc potwierdzenie i wyraźne wyartykułowanie w [nowej] Konstytucji RP”. Przepisy dotyczące tej przesłanki utraciły moc obowiązującą 23 grudnia 1997 na podstawie obwieszczenia Prezesa TK z 18 grudnia 1997.

#### Próba wpisania ochrony życia ludzkiego od poczęcia do konstytucji
W 2007 roku próbowano zapisać w Konstytucji prawną ochronę życia ludzkiego od poczęcia, ale projekt ten nie został zaaprobowany przez Sejm. Partie deklarujące się jako prawicowe (Platforma Obywatelska, Prawo i Sprawiedliwość) i centrum (Polskie Stronnictwo Ludowe) były wówczas przeciwne zmianom istniejących przepisów w kierunku większej dopuszczalności aborcji; zmiany takie popierały zaś partie określające się jako lewicowe (Twój Ruch, Sojusz Lewicy Demokratycznej, Polska Partia Pracy, Unia Pracy, Socjaldemokracja Polska), częściowo popierała określająca się jako liberalna – Partia Demokratyczna – demokraci.pl, a także Zieloni 2004. Zaostrzenie przepisów w kierunku mniejszej dopuszczalności aborcji postulowały m.in. Liga Polskich Rodzin i Prawica Rzeczypospolitej.

#### Próby zmiany przepisów ustawowych w 2016
5 lipca 2016 obywatelski komitet inicjatywy ustawodawczej „Stop Aborcji” złożył marszałkowi Sejmu pół miliona podpisów obywateli popierających projekt ustawy zaostrzającej prawo aborcyjne, którego autorzy określali zaproponowane przepisy jako rozszerzenie prawnej ochrony życia. Projekt przewidywał także karę pozbawienia wolności za bezprawne dokonanie aborcji zarówno dla lekarza dokonującego aborcji, jak i matki. Miesiąc później, 4 sierpnia, Komitet Inicjatywy Ustawodawczej „Ratujmy Kobiety” złożył 215 tys. podpisów pod projektem ustawy zakładającej nieograniczoną możliwość przeprowadzenia aborcji do końca 12. tygodnia ciąży, jak również odnoszącym się do kwestii antykoncepcji i edukacji seksualnej. 14 września przedstawiciele Polskiej Federacji Ruchów Obrony Życia złożyli w trybie ustawy o petycjach projekt zakładający zaostrzenie prawa aborcyjnego, ale nie zmieniający – w przeciwieństwie do projektu „Stop Aborcji” – obecnego w dotychczasowej ustawie rozwiązania wyłączającego spod sankcji karnej kobietę poddającą się aborcji.
23 września 2016 Sejm po pierwszym czytaniu przekazał do rozpatrzenia przez komisje projekt inicjatywy „Stop Aborcji”, a odrzucił projekt inicjatywy „Ratujmy Kobiety”. 3 października 2016 w wielu miastach Polski doszło do dużych manifestacji sprzeciwiających się projektowi inicjatywy „Stop Aborcji”. 5 października sejmowa komisja zarekomendowała Sejmowi odrzucenie projektu. Tego samego dnia w Parlamencie Europejskim odbyła się również debata na temat sytuacji kobiet w Polsce, podczas której unijna komisarz ds. sprawiedliwości i równouprawnienia płci Věra Jourová podkreśliła, że „UE nie ma żadnych kompetencji, jeśli chodzi o politykę dotyczącą aborcji i nie może interweniować w tego typu sprawach”. Ostatecznie Sejm odrzucił projekt inicjatywy „Stop Aborcji” na posiedzeniu w dniu 6 października 2016.
W styczniu 2017 roku Komisja do Spraw Petycji, w reakcji na projekt Federacji, wystosowała do rządu dezyderat m.in. z pytaniami o plany dotyczące regulacji ws. ochrony życia. Po otrzymaniu odpowiedzi z Ministerstwa Rodziny, Pracy i Polityki Społecznej (w której m.in. poinformowano o braku prowadzonych przez rząd prac nad zmianą ustawy), komisja zdecydowała w lipcu 2017 roku o skierowaniu projektu do Komisji Polityki Społecznej i Rodziny.
Przedstawiciele środowiska medycznego, m.in. profesorzy: Romuald Dębski i Krzysztof Preis opowiedzieli się przeciwko zaostrzeniu przepisów dotyczących aborcji.

#### Próby zmiany przepisów ustawowych w 2017–2018
23 października 2017 komitet inicjatywy ustawodawczej „Ratujmy Kobiety 2017” złożył w Sejmie obywatelski projekt ustawy zmieniającej prawo antyaborcyjne, informując o zebraniu ponad 400 tysięcy podpisów obywateli go popierających. O kłamstwo w sprawie skali poparcia oskarżyły komitet środowiska działaczy opowiadających się za restrykcyjnym prawem aborcyjnym i katolickie media, powołując się na dane Kancelarii Sejmu o liczbie złożonych kart podpisów. Projekt ustawy zakładał możliwość przerwania ciąży do 12. tygodnia, edukację seksualną w szkołach podstawowych, jawną listę lekarzy powołujących się na klauzulę sumienia oraz dostępność antykoncepcji awaryjnej bez recepty.
27 października grupa posłów należących do klubów Prawa i Sprawiedliwości i Kukiz’15, koła Wolni i Solidarni oraz posłów niezrzeszonych złożyła do Trybunału Konstytucyjnego wniosek o orzeczenie, że przepisy ustawy z 1993 zezwalające na aborcję w przypadku dużego prawdopodobieństwa ciężkiego i nieodwracalnego upośledzenia płodu albo nieuleczalnej choroby zagrażającej jego życiu są niezgodne z Konstytucją RP.
30 listopada komitet inicjatywy ustawodawczej „Zatrzymaj Aborcję” złożył w Sejmie obywatelski projekt ustawy znoszącej prawo do aborcji w przypadku dużego prawdopodobieństwo ciężkiego i nieodwracalnego upośledzenia płodu albo nieuleczalnej choroby zagrażającej jego życiu. Projekt został poparty przez ponad 830 tysięcy obywateli.
10 stycznia 2018 odbyło się pierwsze czytanie projektów ustaw inicjatyw ustawodawczych „Ratujmy Kobiety 2017” i „Zatrzymaj Aborcję”. Po pierwszym czytaniu Sejm odrzucił projekt inicjatywy „Ratujmy Kobiety 2017”, zaś projekt inicjatywy „Zatrzymaj Aborcję” został skierowany do dalszych prac w Komisji Polityki Społecznej i Rodziny, z zaleceniem zasięgnięcia opinii Komisji Sprawiedliwości i Praw Człowieka. 19 marca Komisja Sprawiedliwości i Praw Człowieka pozytywnie zaopiniowała projekt. 2 lipca Komisja Polityki Społecznej i Rodziny powołała podkomisję nadzwyczajną do rozpatrzenia projektu ustawy.

#### Wyrok Trybunału Konstytucyjnego z dnia 22 października 2020

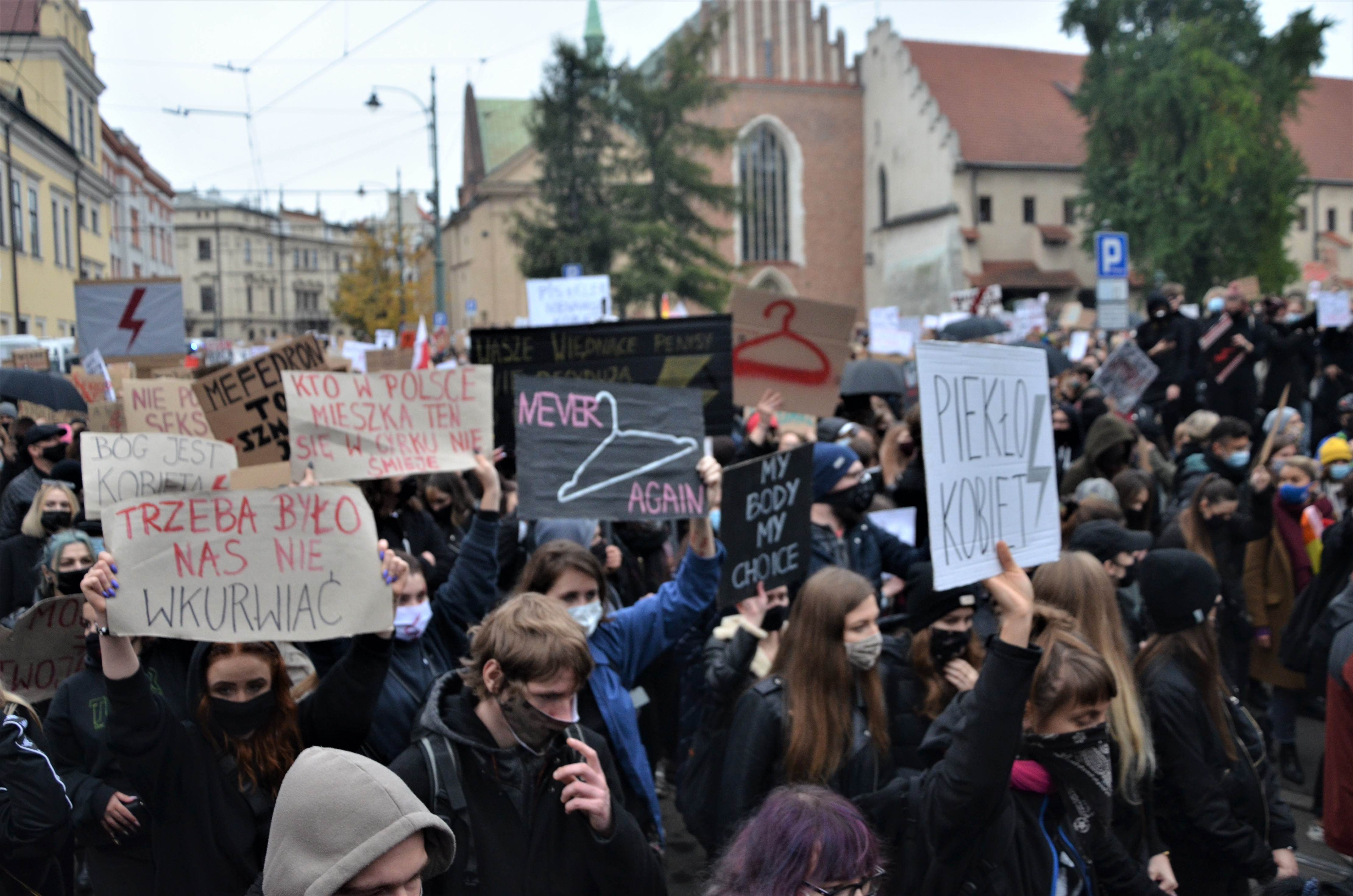
Protest przeciwko zaostrzaniu przepisów aborcyjnych, Kraków

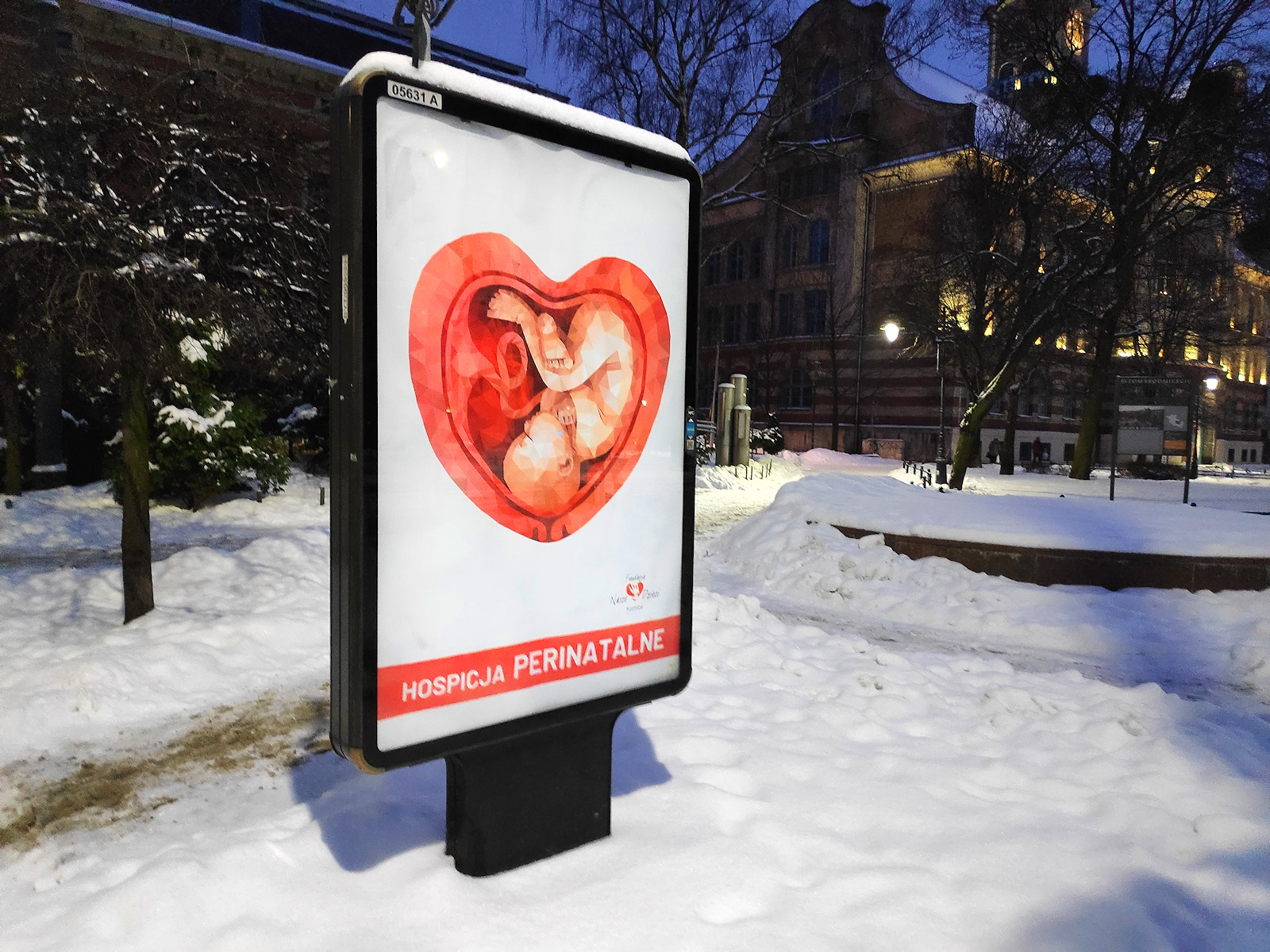
Kampania reklamowa skupiającej się na kwestiach antyaborcyjnych Fundacji Nasze Dzieci Kornice. Słynny plakat z płodem w sercu, Bytom 17 lutego 2021

22 października 2020 Trybunał Konstytucyjny, orzekając w pełnym składzie w sprawie pod sygn. K 1/20, stwierdził niezgodność przesłanki embriopatologicznej przerwania ciąży z art. 38 w związku z art. 30 w związku z art. 31 ust. 3 Konstytucji RP. Trybunał uznał, że legalizacja zabiegu przerwania ciąży, w przypadku gdy badania prenatalne lub inne przesłanki medyczne wskazują na duże prawdopodobieństwo ciężkiego i nieodwracalnego upośledzenia płodu albo nieuleczalnej choroby zagrażającej jego życiu, nie znajduje konstytucyjnego uzasadnienia. Sędziowie Leon Kieres i Piotr Pszczółkowski złożyli zdania odrębne do wyroku.
Omawiając skutki orzeczenia Trybunał stwierdził, że ustawodawca ma prawo, jak i obowiązek, dostosować stan prawny do wydanego wyroku, w tym przeanalizować, czy obowiązujące rozwiązania prawne w zakresie wynikającego z art. 71 ust. 2 Konstytucji prawa matki przed i po urodzeniu dziecka do szczególnej pomocy władz publicznych są wystarczające w przypadku wyeliminowania przesłanki embriopatologicznej z systemu prawnego. Ustawodawca nie może bowiem przenosić ciężaru związanego z wychowaniem dziecka ciężko i nieodwracalnie upośledzonego albo nieuleczalnie chorego jedynie na matkę, ponieważ w głównej mierze to na władzy publicznej oraz na całym społeczeństwie ciąży obowiązek dbania o osoby znajdujące się w najtrudniejszych sytuacjach.
Ze względu na protesty, jakie rozpoczęły się po wyroku, rząd wstrzymał się z publikacją orzeczenia w Dzienniku Ustaw; na początku grudnia Rada Ministrów oświadczyła, że „orzeczenie Trybunału Konstytucyjnego w sprawie o sygn. akt K 1/20 powinno zostać opublikowane niezwłocznie po ogłoszeniu przez Trybunał Konstytucyjny uzasadnienia”.
Uzasadnienie wyroku zostało opublikowane 27 stycznia 2021. Sędziowie Zbigniew Jędrzejewski, Mariusz Muszyński i Jarosław Wyrembak złożyli zdania odrębne do uzasadnienia. Tego samego dnia orzeczenie zostało opublikowane w Dzienniku Ustaw.
W Polsce aborcja jest obecnie możliwa w dwóch przypadkach: gdy ciąża stanowi zagrożenie dla życia lub zdrowia kobiety ciężarnej lub gdy powstała w wyniku czynu zabronionego (gwałt, kazirodztwo, obcowanie płciowe z małoletnim poniżej lat 15). Jednak wyrok Trybunału Konstytucyjnego wywołał efekt mrożący wśród lekarzy, którzy zaczeli odmawiać wykonania aborcji także w przypadkach, w których było to dozwolone.

##### Legalność orzeczenia
Orzeczenie z dnia 22 października 2020 r. zostało szeroko zakwestionowane w środowiskach prawniczych. Stowarzyszenie Sędziów Polskich „Iustitia” opublikowało stanowisko, w którym oświadczyło:
Rozstrzygnięcia Trybunału wydane z udziałem „dublerów” nie tylko nie posiadają mocy prawnej, ale są też nieuznawane przez społeczeństwo. Nie do zaakceptowania jest sytuacja, w której obywatele pozbawieni są ochrony prawnej, a politycy przy pomocy opanowanych przez siebie najważniejszych instytucji państwowych, stawiają się ponad prawem.
Helsińska Fundacja Praw Człowieka w dniu wydania wyroku wyraziła stanowisko:
Tak zwane orzeczenie Trybunału Konstytucyjnego stanowi bezprecedensowy atak na prawa kobiet, prawa rodziny i wolność jednostki od nieludzkiego i poniżającego traktowania. Helsińska Fundacja Praw Człowieka przypomina, że w świetle prawa decyzja podjęta przez Trybunał w tak ukształtowanym składzie nie jest w istocie orzeczeniem. Dlatego też wzywamy tych, którzy będą wydawać rzeczywiste orzeczenia – sędziów i lekarzy – o niebranie pod uwagę tego tzw. orzeczenia TK.
Grupa 14 prawników z Zespołu Ekspertów Prawnych Fundacji im. Stefana Batorego w sprawie rozstrzygnięcia Trybunału Konstytucyjnego dotyczącego aborcji wydało stanowisko, w którym oświadczyli, że:
omawiane rozstrzygnięcie TK obarczone jest istotnymi wadami prawnymi, w tym przede wszystkim:
- TK orzekał w pełnym składzie, a w wydaniu rozstrzygnięcia brały udział osoby wybrane przez Sejm VIII kadencji na uprzednio obsadzone już prawidłowo stanowiska sędziowskie, a więc osoby, które nie mogą w TK orzekać. Dotyczy to Mariusza Muszyńskiego, Jarosława Wyrembaka i Justyna Piskorskiego, sprawozdawcy w sprawie K 1/20. Osoby te są nieuprawnione do rozpoznawania spraw w Trybunale Konstytucyjnym, co musi prowadzić do wniosku o nieważności postępowania w sprawie i wystąpienia tzw. wyroku nieistniejącego.
- składowi Trybunału przewodniczyła Julia Przyłębska, powołana na stanowisko Prezes TK w procedurze obarczonej poważnymi naruszeniami przepisów prawa.

Wojciech Hermeliński, sędzia Trybunału Konstytucyjnego w stanie spoczynku, w wywiadzie opublikowanym w dniu 8 listopada 2020 r. wskazał na fakt, że Krystyna Pawłowicz była jednym z wnioskodawców wniosku o zbadanie zgodności z Konstytucją wykonywania aborcji z przyczyn embriopatologicznych. Była jednocześnie stroną postępowania i uczestniczyła w wydaniu wyroku. Stanowiło to podstawę do wyłączenia jej z orzekania w tej sprawie.
Postępowanie przed Trybunałem Konstytucyjnym reguluje ustawa z dnia 30 listopada 2016 r. o organizacji i trybie postępowania przed Trybunałem Konstytucyjnym. Zgodnie z art. 36 ustawy, w zakresie nieuregulowanym w ustawie do postępowania przed Trybunałem stosuje się odpowiednio przepisy ustawy z dnia 17 listopada 1964 r. – Kodeks postępowania cywilnego. Zgodnie z art. 379 pkt 4 Kodeksu postępowania cywilnego nieważność postępowania zachodzi, jeżeli skład sądu orzekającego był sprzeczny z przepisami prawa albo jeżeli w rozpoznaniu sprawy brał udział sędzia wyłączony z mocy ustawy.

### Graficzne podsumowanie historii polskiego prawa aborcyjnego
| Data                                                                  | Zagrożenie dla życia | Zagrożenie dla zdrowia | Zgwałcenie lub inny czyn zabroniony | Upośledzenie płodu | Trudności socjoekonomiczne | Na żądanie |
| --------------------------------------------------------------------- | -------------------- | ---------------------- | ----------------------------------- | ------------------ | -------------------------- | ---------- |
| 11 listopada 1918 – 1 września 1932                                   | Tak                  | Nie                    | Nie                                 | Nie                | Nie                        | Nie        |
| 1 września 1932 – 8 maja 1956                                         | Tak                  | Tak                    | Tak                                 | Nie                | Nie                        | Nie        |
| 9 marca 1943 – lipiec 1944/styczeń 1945 (prawo okupanta niemieckiego) | Tak                  | Tak                    | Tak                                 | Tak                | Tak                        | Tak        |
| 8 maja 1956 – 14 marca 1993                                           | Tak                  | Tak                    | Tak                                 | Tak                | Tak                        | Tak        |
| 14 marca 1993 – 4 stycznia 1997                                       | Tak                  | Tak                    | Tak                                 | Tak                | Nie                        | Nie        |
| 4 stycznia 1997 – 23 grudnia 1997                                     | Tak                  | Tak                    | Tak                                 | Tak                | Tak                        | Nie        |
| 23 grudnia 1997 – 27 stycznia 2021                                    | Tak                  | Tak                    | Tak                                 | Tak                | Nie                        | Nie        |
| od 27 stycznia 2021                                                   | Tak                  | Tak                    | Tak                                 | Nie                | Nie                        | Nie        |

1. ↑  Przesłanka ta nie była wprost określona w przepisach prawa, ale wynikała z ogólnych zasad prawa karnego materialnego, dotyczących stanu wyższej konieczności.
2. ↑  Wprowadzone przez okupanta niemieckiego przepisy zezwalające na aborcję na żądanie kobiety nie miały żadnej mocy prawnej. Zgodnie z art. 43 konwencji haskiej IV z 18 października 1907 r. dotyczącej praw i zwyczajów wojny lądowej (Dz.U. z 1927 r. nr 21, poz. 161), której sygnatariuszem była III Rzesza, okupant nie nabywa suwerenności nad zajętym obszarem, jest uprawniony do ustanowienia jedynie przepisów koniecznych dla prawidłowej administracji obszaru okupowanego i ma obowiązek przestrzegania, z wyjątkiem bezwzględnych przeszkód, prawa obowiązującego na tym obszarze. Dodatkowo 30 listopada 1939 r. Prezydent Rzeczypospolitej Władysław Raczkiewicz wydał dekret o nieważności wszystkich aktów prawnych władz okupacyjnych (Dz. U. z 1939 r., nr 102, poz. 1006), uznający w art. 9 za nieważne i niebyłe zarówno takie akty już wydane, jak i te, które zostaną wydane po wejściu w życie tego dekretu.
3. ↑  De iure aborcja na żądanie kobiety była nielegalna, ale de facto była dozwolona, ze względu na bliżej niezdefiniowany termin „trudne warunki życiowe kobiety ciężarnej” (art. 1 ust. 1 pkt. 1 lit. b ustawy z dnia 27 kwietnia 1956 r. o warunkach dopuszczalności przerywania ciąży, Dz.U. z 1956 r. nr 12, poz. 61). W tym okresie, po wykryciu ciąży, ginekolodzy często pytali kobietę, czy chce, aby ciąża została usunięta.

## Liczba legalnie wykonanych aborcji na przestrzeni lat
| Rok, liczba zabiegów                                 | Rok, liczba zabiegów | Rok, liczba zabiegów | Rok, liczba zabiegów | Rok, liczba zabiegów | Rok, liczba zabiegów | Rok, liczba zabiegów | Rok, liczba zabiegów | Rok, liczba zabiegów | Rok, liczba zabiegów |
| 1980                                                 | 1981                 | 1982                 | 1983                 | 1984                 | 1985                 | 1986                 | 1987                 | 1988                 | 1989                 |
| ---------------------------------------------------- | -------------------- | -------------------- | -------------------- | -------------------- | -------------------- | -------------------- | -------------------- | -------------------- | -------------------- |
| 137 950                                              | 132 894              | 138 977              | 130 980              | 132 844              | 135 564              | 129 716              | 123 534              | 105 333              | 82 137               |
| 1990                                                 | 1991                 | 1992                 | 1993                 | 1994                 | 1995                 | 1996                 | 1997                 | 1998                 | 1999                 |
| 59 417                                               | 30 878               | 11 640               | 1240                 | 874                  | 570                  | 505                  | 3047                 | 310                  | 151                  |
| 2000                                                 | 2001                 | 2002                 | 2003                 | 2004                 | 2005                 | 2006                 | 2007                 | 2008                 | 2009                 |
| 138                                                  | 124                  | 159                  | 174                  | 193                  | 225                  | 339                  | 326                  | 499                  | 538                  |
| 2010                                                 | 2011                 | 2012                 | 2013                 | 2014                 | 2015                 | 2016                 | 2017                 | 2018                 | 2019                 |
| 641                                                  | 669                  | 752                  | 744                  | 971                  | 1040                 | 1098                 | 1057                 | 1076                 | 1110                 |
| 2020                                                 | 2021                 | 2022                 |                      |                      |                      |                      |                      |                      |                      |
| 1076                                                 | 107                  | 161                  |                      |                      |                      |                      |                      |                      |                      |
| Źródła danych: 1980–2001, 2002–2011, 2012–2021, 2022 |                      |                      |                      |                      |                      |                      |                      |                      |                      |

## Podziemie aborcyjne
Podobnie jak w innych krajach zakazujących aborcji, także w Polsce występuje zjawisko podziemia aborcyjnego, tj. przeprowadzania zabiegów przerywania ciąży poza systemem ochrony zdrowia np. przy pomocy leków, których skutkiem ubocznym jest wywołanie poronienia. Istnieją też zagraniczne organizacje pozarządowe, takie jak Women Help Women czy Women on Web, wysyłające do Polski zestawy leków (Mifepriston i Mizoprostol) do samodzielnego przeprowadzenia aborcji w domu. Zachodzi też zjawisko tzw. turystyki aborcyjnej – wyjazdów za granicę do krajów, w których prawo nie zakazuje aborcji na życzenie, w celu przeprowadzenia tam zabiegu. 
Według Federacji na rzecz Kobiet i Planowania Rodziny rocznie od 80 do 200 tys. Polek decyduje się na zabieg przerwania ciąży. O takiej skali podziemia aborcyjnego świadczą: gorsza niż w Europie Zachodniej edukacja seksualna, roczna liczba aborcji wynosząca 40–100 tys. w krajach z populacją podobną do Polski. Argumentem jest tu także liczba aborcji wykonywana we wcześniejszych latach: w 1992 – 12 tys., a w 1960 – 230 tys., w latach 80. XX wieku – 80–140 tys. rocznie. Faktem przemawiającym za wzrostem liczby aborcji w stosunku do lat 90. XX wieku jest wzrost oficjalnej liczby poronień (mimo rozwoju opieki medycznej). Istnieje również pogląd, który łączy spadek rocznej liczby urodzeń w latach 1993–2004 o 140 tysięcy z możliwością istnienia podziemia aborcyjnego. Spadek ten może jednak wynikać ze zmian kulturowych i społecznych zachodzących w Polsce oraz skuteczności antykoncepcji.
Organizacje opowiadające się za restrykcyjnym prawem aborcyjnym oceniają natomiast, że liczba nielegalnych aborcji jest w Polsce o wiele niższa (7–14 tysięcy rocznie), krytykując metodologię tworzenia szacunków dotyczących podziemia aborcyjnego przez Federę. Wskazują tu fakt, iż w roku 1997, gdy aborcja była w Polsce legalna ze względów społecznych, dokonano zaledwie 3047 legalnych przerwań ciąży oraz niesłuszność odnoszenia sytuacji innych krajów, gdzie aborcja na życzenie jest legalna, a także sytuacji w Polsce sprzed kilkudziesięciu lat do obecnej sytuacji w Polsce.
Federa krytykuje szacunki mówiące o kilkunastu tysiącach rocznie nielegalnych aborcji, gdyż oznaczałyby one, że w 2,5 raza ludniejszej Polsce jest o połowę mniej zabiegów przerwań ciąży niż w Holandii.
Z badania przeprowadzonego przez Centrum Badania Opinii Społecznej w okresie od listopada 2012 do kwietnia 2013 wynika, że nie mniej niż co czwarta, ale jednocześnie nie więcej niż co trzecia dorosła Polka przynajmniej raz w życiu dokonała aborcji, co daje od 4,1 do 5,8 mln kobiet w skali całego społeczeństwa. Według badania na przerwanie ciąży częściej decydowały się kobiety w starszym wieku, gorzej wykształcone, niezadowolone ze swojej sytuacji materialnej, określające swoje poglądy jako prawicowe oraz deklarujące udział w praktykach religijnych (głównie rzadko i nieregularnie).
Według oficjalnych danych, tj. corocznych sprawozdań, które zgodnie z ustawą ma corocznie przedstawiać rząd, liczba przestępstw aborcyjnych wynosi od kilkudziesięciu do kilkaset rocznie. Najwięcej przypadków dotyczy złamania art. 152 § 2 kodeksu karnego, dotyczącego udzielania pomocy kobiecie w przerwaniu jej ciąży lub nakłaniania jej do tego.

## Opinia publiczna

### Badania opinii
Badania opinii publicznej na temat dopuszczalności przerywania ciąży prowadzone są przez CBOS od 1989 roku. Badanie CBOS z maja 1990 roku wykazało, że 18% Polaków opowiada się za legalnym przerywaniem ciąży bez ograniczeń, zaś 23% było za jego całkowitym zakazem. W badaniu z marca 1992 roku 25% Polaków opowiadało się za legalnością aborcji bez ograniczeń, a liczba osób popierająca całkowity zakaz spadła do 10%. W listopadzie 1992 roku przeprowadzono ogólnokrajowe badanie, z którego wynikało, że 81% polskiego społeczeństwa popierało aborcję w sytuacji zagrożenia życia i zdrowia kobiety, 11% było przeciwko; w sytuacji gdy płód był dotknięty ciężkimi, nieodwracalnymi wadami rozwoju lub nieuleczalną chorobą legalną aborcję popierało 80% respondentów, przeciwko było 9%; jeżeli ciąża była wynikiem przestępstwa proporcje wynosiły odpowiednio 74% i 15%; za względu na szczególnie trudną sytuację bytową, materialną lub rodzinną kobiety ciężarnej, poparcie wynosiło 53%, a 32% było przeciwko. Za legalną aborcją bez ograniczeń opowiadało się 29% respondentów, 60% było przeciw. Na zadane pytanie Czy Pana(i) zdaniem o zakazie lub dopuszczalności aborcji powinno zadecydować ogólnokrajowe referendum? 74% Polaków odpowiedziało twierdząco, a 17% przecząco. Z badań tych wynika, że przed uchwaleniem ustawy z dnia 7 stycznia 1993 roku o planowaniu rodziny, ochronie płodu ludzkiego i warunkach dopuszczalności przerywania ciąży, stale wzrastał odsetek osób opowiadających się za szerszym dostępem do aborcji niż uchwalono w ustawie, a także zdecydowana większość respondentów opowiadała się za przeprowadzeniem referendum w tej kwestii.
W roku 2005 w sondażu Europejskie Wartości na pytanie Czy kobieta, jeśli nie chce mieć dzieci, powinna mieć możliwość wykonania aborcji? 48% Polaków odpowiedziało przecząco, a 47% – twierdząco. Odsetek przeciwników aborcji był największy spośród 10 badanych krajów. W roku 2009 w sondażu CBOS 44% ankietowanych uważało, że usuwanie ciąży powinno pozostać zakazane. 25% badanych uważa, że aborcja powinna być dozwolona bez ograniczeń.
Według badań przeprowadzonych w 2010 roku w 18 państwach (Meksyk, USA, Francja, Wielka Brytania, Ukraina, Polska, Rosja, Azerbejdżan, Turcja, Egipt, Palestyna, Iran, Nigeria, Chiny, Korea, Indie, Tajlandia, Indonezja) 52% ich obywateli było zdania, że państwo powinno pozostawić decyzję o aborcji kobiecie w ciąży, a 18% uważało, że przerywanie ciąży powinno być karalne (w Polsce było to odpowiednio 66% i 6%).
W 2010 roku 50% obywateli Polski popierało zakaz aborcji, 45% było przeciwnego zdania. Zauważono korelację pomiędzy wiekiem i uczestniczeniem w praktykach religijnych a poparciem dla prawa do aborcji. 73% osób w Polsce nie akceptowało aborcji na życzenie, a 87% popierało dopuszczalność aborcji w przypadku zagrożenia życia ciężarnej. Gdy ciąża była wynikiem gwałtu lub kazirodztwa, za dopuszczalnością aborcji opowiedziało się 78% Polaków. 60% Polaków opowiedziało się za dopuszczalnością aborcji w przypadku, gdy dziecko miałoby urodzić się upośledzone.
We wrześniu 2011 roku 47% osób popierało prawo do aborcji (w tym 11% bez względu na okoliczności), a 46% było przeciwnego zdania (w tym 15% nie dopuszczało przerywania ciąży w ogóle). Zbadano również poparcie dla prawa do aborcji w przypadku zagrożenia życia matki (87%) i zdrowia (79%), ciąży powstałej na skutek czynu zabronionego (78%), upośledzenia płodu (59%), trudnościami finansowymi (24%), osobistymi (21%), samego tylko wyrażenia przez kobietę chęci przerwania ciąży (16%). 43% oczekiwało złagodzenia ustawy antyaborcyjnej, a 7% zadeklarowało na odwrót.
W styczniu 2012 roku Centrum Myśli Jana Pawła II i CBOS wspólnie przeprowadziły sondaż, zgodnie z którym 80% Polaków odpowiada „zdecydowanie tak” albo „raczej tak” na pytanie o ochronę życia poczętego. Jednocześnie 52% ankietowanych chciało złagodzenia, a 44% zaostrzenia obecnego prawa. W listopadzie 2012 roku za aborcją w przypadku zagrożenia życia było 81% badanych, zagrożenia zdrowia ciężarnej – 71%, poczęcia w wyniku czynu zabronionego – 78%, choroby płodu – 61%.
W sierpniu 2013 roku CBOS opublikował wyniki sondażu, zgodnie z którymi 75 proc. Polakow uważa, że aborcja jest zawsze zła i nigdy nie może być usprawiedliwiona, a 7% uważa, że nie ma w tym nic złego i aborcja zawsze może być usprawiedliwiona. Również w tym miesiącu Grupa IQS opublikowała wyniki badań stwierdzających, że 60 proc. Polaków uważa, że aborcja powinna być zakazana także w przypadku upośledzenia płodu. To o 10 proc. więcej niż rok wcześniej, kiedy przeprowadzono to samo badanie. Nieznacznie, z 25% do 26% wzrosła liczba przeciwników zakazu. Spadła liczba osób niemających zdania w tej kwestii: z 25 do 14 procent. Ochronę życia płodu upośledzonego najbardziej popierają osoby w wieku 20–29 lat (69 procent osób zgadzających się lub raczej się zgadzających ze stwierdzeniem).
W sondażu przeprowadzonym we wrześniu 2016 przez IPSOS dla OKO.press 47 proc. respondentów opowiedziało się za pozostaniem przy obecnie obowiązujących regulacjach, 37 proc. stwierdziło, że ustawa aborcyjna powinna zostać zliberalizowana tak, aby dopuszczać przerywanie ciąży ze względu na trudną sytuację kobiety, a 11 proc. było za zwiększeniem restrykcji w prawie aborcyjnym.
W sondażu przeprowadzonym we wrześniu 2018 przez IBRIS na zlecenie Federacji na Rzecz Kobiet i Planowania Rodziny 69 proc. Polaków i Polek opowiedziało się za tym, że kobieta do 12 tygodnia ciąży powinna móc sama zdecydować, czy chce przerwać ciążę (w tym 54 proc. respondentów odpowiedziało: zdecydowanie tak, a 15 proc. – raczej tak). Najczęściej za wolnym wyborem opowiadały się osoby z wykształceniem zawodowym i podstawowym (74 proc.), co według interpretatorów badania wynikało z faktu, że osoby te najczęściej ponoszą konsekwencje restrykcyjnego prawa, bo nie posiadają środków i możliwości, by dokonać aborcji w podziemiu aborcyjnym lub za granicą.
W kwietniu 2019 Kantar przeprowadził sondaż na zlecenie „Gazety Wyborczej” dotyczący aborcji na życzenie. 58% Polaków było za aborcją na życzenie do 12. tygodnia ciąży. 7 procent nie miało zdania, a 35 proc. sprzeciwiało się aborcji na żądanie kobiety. Prawo do przerwania ciąży było najczęściej popierane przez partię Wiosna Roberta Biedronia (92%) i Koalicji Europejskiej (71%). Zaś najbardziej sprzeciwiali się aborcji zwolennicy partii politycznej Prawo i Sprawiedliwość (33 proc. za, 59 proc. przeciw).
W grudniu 2019 w sondażu IBRiS przeprowadzonym na zlecenie „Rzeczpospolitej” 49,9 proc. respondentów opowiedziało się za utrzymaniem tzw. kompromisu aborcyjnego, a 28,7 proc. było za ułatwieniem dostępu do aborcji z innych przyczyn niż wymienione obecnie w ustawie. 14,9 proc. wyraziło zdanie, że prawo powinno zostać zaostrzone.
W sondażu przeprowadzonym przez IPSOS w dniach 14–16 lutego 2019 roku na pytanie Czy kobieta powinna mieć prawo do przerwania ciąży do 12 tygodnia jej trwania?, twierdząco odpowiedziało 53% respondentów, a 35% było przeciwnego zdania. W dniach 25–27 listopada 2020 roku respondenci odpowiadający na to samo pytanie, twierdząco odpowiedziało 66%, przecząco 26%. W obydwu badaniach drastyczny skok poparcia nastąpił w grupie wiekowej 18–29 lat – z 48% do 79% (przeciwko odpowiednio 41% i 14%).

### List Stu Kobiet
List otwarty wystosowany 4 lutego 2002 do Parlamentu Europejskiego, zorganizowany przez Porozumienie Kobiet 8 Marca i OŚKę. W liście sygnatariuszki (m.in.: prof. Maria Janion, Wisława Szymborska, Magdalena Abakanowicz, Agnieszka Holland, prof. Ewa Łętowska, Krystyna Janda, Irena Grudzińska-Gross, Henryka Bochniarz, Kora Jackowska, Olga Tokarczuk, Anda Rottenberg, Olga Lipińska) domagały się wolnej od zastraszania, demokratycznej debaty na temat sytuacji kobiet w Polsce, uniemożliwianej ich zdaniem przez porozumienie rządu Leszka Millera z Kościołem katolickim, które miało polegać na zaniechaniu przez rząd dyskusji na temat prawnego zwiększenia możliwości dokonywania aborcji w zamian za poparcie Episkopatu dla akcesji do Unii Europejskiej podczas referendum integracyjnego.
7 marca doniesieniom o porozumieniu między rządem a Episkopatem zaprzeczył arcybiskup Józef Życiński. Określił List Stu Kobiet jako „najbardziej niepoważny list protestacyjny, jaki czytałem w ostatnim czasie”; dodał, że gdyby biskupi pozwolili sobie narzucić tę logikę wywodu, którą prezentuje list protestacyjny, najprostszą reakcją Kościoła byłaby rezygnacja z jakichkolwiek form poparcia dla działań zmierzających do integracji europejskiej i ukazanie autorkom, że nie mają racji. 8 marca tekst listu odczytano podczas dorocznej Manify.

### Marsz dla Życia i Rodziny
Od 2006 roku co roku, w wielu miastach Polski odbywają się Marsze dla Życia i Rodziny. Manifestacja w postaci przemarszu ulicami Warszawy i wielu innych miast Polski (ponad 40 w 2012 r.). Według organizatorów marszu jest on wyrazem przywiązania do wartości rodzinnych (opartych jedynie o małżeństwo rozumiane jako związek kobiety i mężczyzny) oraz poszanowania życia od poczęcia do naturalnej śmierci.

### Czarny protest kobiet

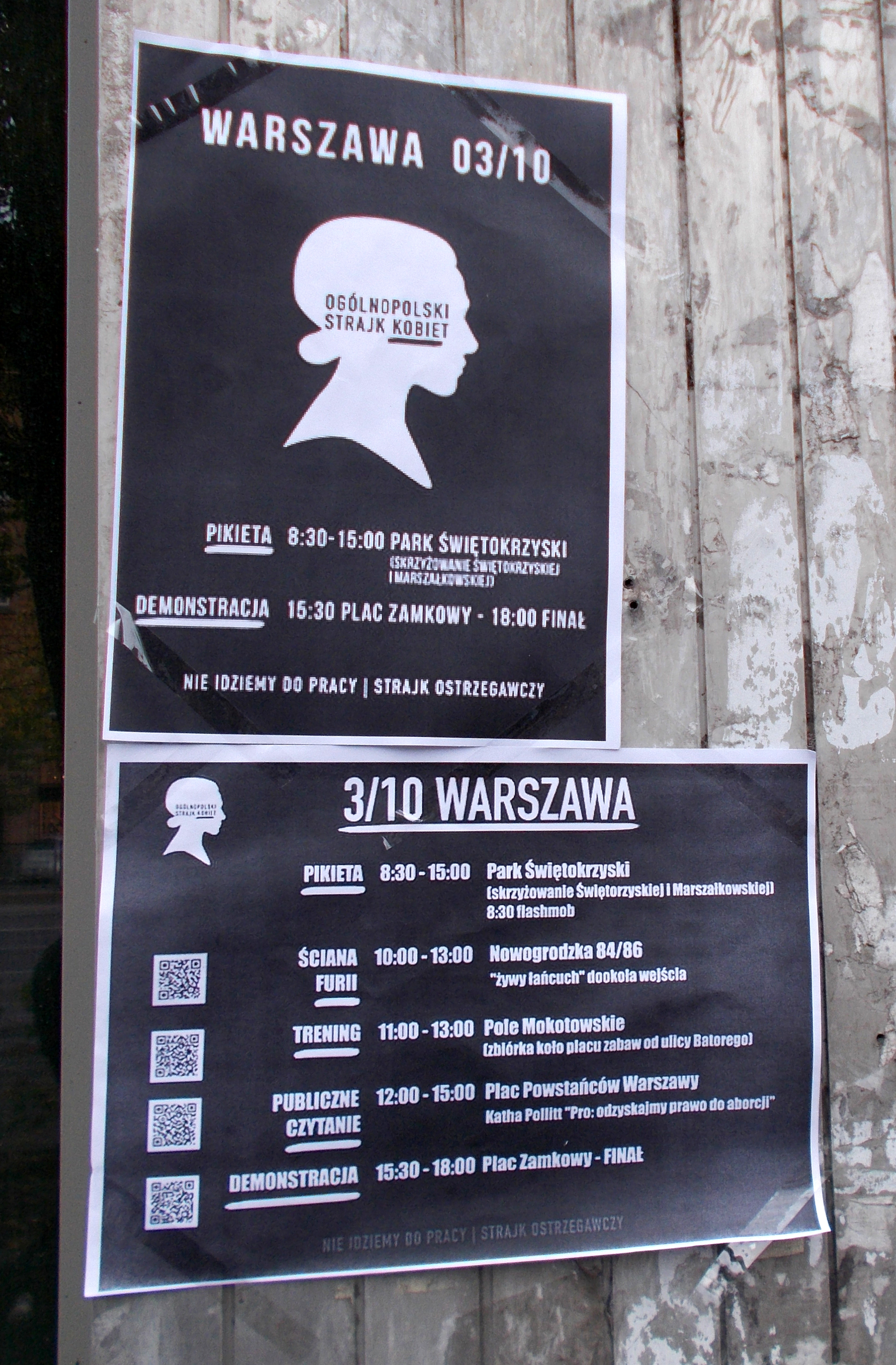
Afisze protestu na ulicy w Warszawie

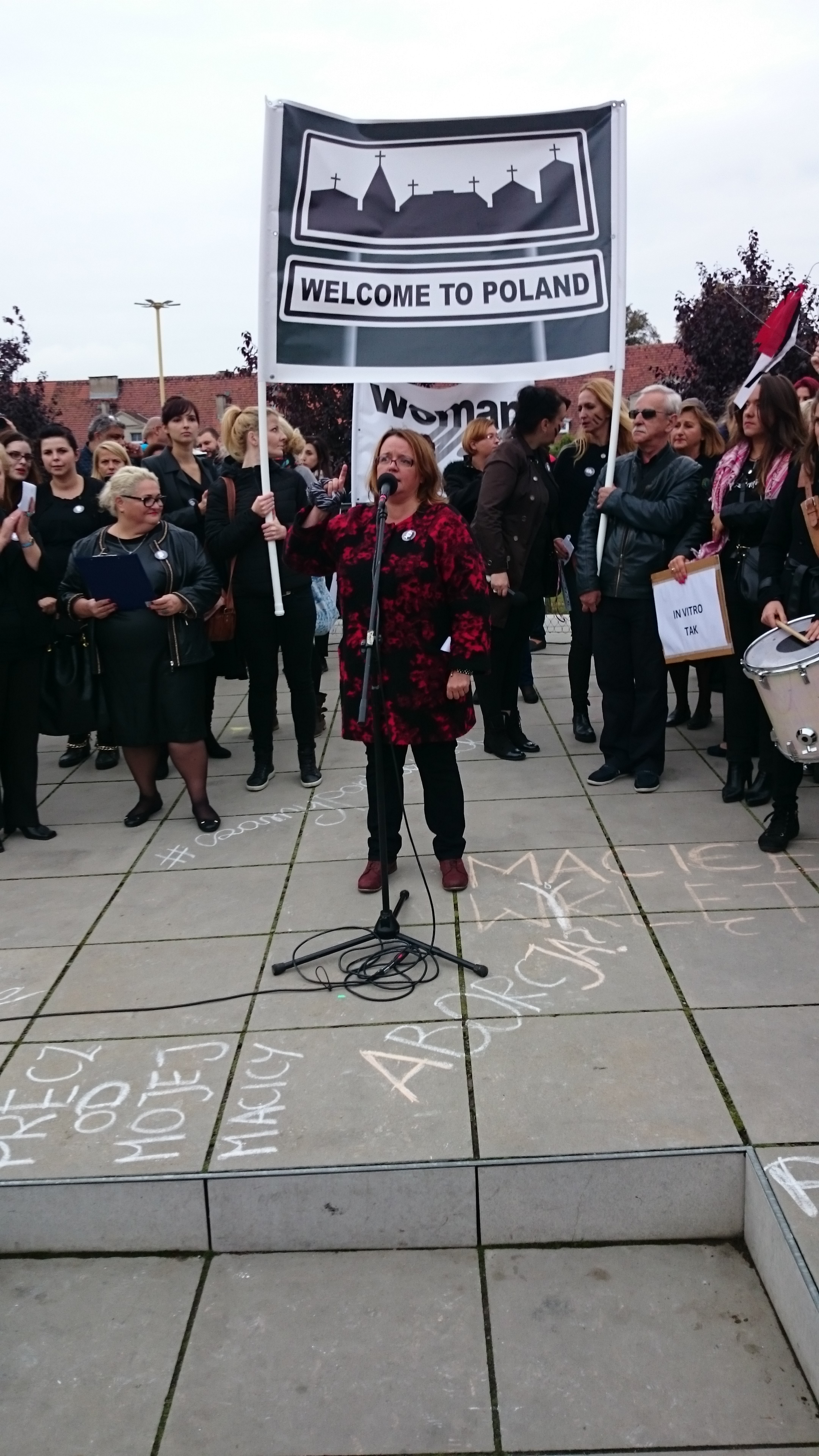
3 października 2016, czarny protest w Szczecinie.

22 września 2016 r., z powodu rozpatrywania przez Sejm projektu ustawy zaostrzającego przepisy dotyczące aborcji, z inicjatywy partii Razem zorganizowano protest pod Sejmem pod hasłem „czarny protest”. Autorką hasła była Małgorzata Adamczyk, członkini partii i działaczka na rzecz praw kobiet. Akcja była również prowadzona w Internecie – zachęcano do publikowania w mediach społecznościowych selfie w czarnych ubraniach z hasztagiem #czarnyprotest. W kolejnych dniach września Razem zorganizowało podobne protesty w innych miastach Polski, takich jak Poznań, Wrocław, Łódź czy Kraków. We wrześniowych protestach w dużych miastach Polski brały udział tysiące osób. 1 października odbył się także protest w dużych miastach Polski oraz w stolicy pod gmachem Sejmu przeprowadzony przez Inicjatywę Polską Barbary Nowackiej, inicjatorkę zbiórki podpisów pod obywatelskim projektem złagodzenia obecnego prawa antyaborcyjnego „Ratujmy Kobiety”.
3 października 2016 r. na terenie Polski został zorganizowany przez środowiska feministyczne ogólnopolski strajk kobiet (czarny poniedziałek), zainicjowany przez wpis Krystyny Jandy w serwisie Facebook. Głównym hasłem protestu było prawo kobiet do decydowania o urodzeniu dziecka wobec projektu zaostrzenia przepisów dotyczących aborcji. Według szacunków policji w 143 demonstracjach (m.in. w Warszawie, Wrocławiu, Krakowie i Poznaniu) wzięło udział 98 tysięcy manifestantów. 90% protestów odbyło się w miejscowościach poniżej 50 000 mieszkańców. W kulminacyjnym momencie w największej demonstracji – na placu Zamkowym w Warszawie – uczestniczyło według służb porządkowych 17 tysięcy osób, a według Ratusza 30 tysięcy. Protestowi towarzyszyły dodatkowe akcje – dni otwarte, treningi, warsztaty i happeningi. Przeciwko zaostrzeniu prawa aborcyjnego demonstrowano też za granicą, m.in. w Brukseli, Londynie, Paryżu, Berlinie i Kijowie. 24 października w ponad 100 miastach Polski odbyły się protesty pod nazwą „II Ogólnopolski Strajk Kobiet”.
Akcje protestacyjne w Polsce zyskały ogromny rozgłos w światowych mediach. W świecie anglojęzycznym doniosły o nich m.in. gazety The Guardian, Financial Times, The Independent i The Washington Post, tygodnik Time, sieci BBC i CNN, telewizja Al Jazeera English, magazyn Vice i publiczny nadawca amerykański NPR. O proteście i akcjach solidarnościowych w krajach niemieckojęzycznych informowały także Deutschlandfunk, Deutsche Welle, Frankfurter Rundschau czy Die Zeit. W grudniu 2016 „Foreign Policy” umieściło Agnieszkę Dziemianowicz-Bąk z Partii Razem i Barbarę Nowacką z Inicjatywy Polskiej na liście FP Top 100 Global Thinkers za udział w organizacji czarnego protestu.
Protest zyskał oddźwięk w serwisach społecznościowych, a hasztag #czarnyprotest uzyskał największy zasięg spośród polskojęzycznych tematów w 2016 roku. Według serwisu Trendinalia w dzień strajku znalazł się on na dziesiątym miejscu wśród najpopularniejszych hasztagów na świecie (w serwisie Twitter). Informacje o proteście dotarły za pomocą serwisów Twitter, Facebook czy Instagram do 44,5 mln osób, a powiązane z akcją protestacyjną hasztagi zyskały przeszło 4,6 miliona interakcji (polubień, komentarzy i udostępnień). Z tego względu demonstracje zostały uznane za największą akcję społeczno-polityczną w polskim Internecie od czasów protestów przeciwko umowie ACTA.

### Inne państwa
W kwietniu 2010 w Brukseli kilkuset aktywistów środowisk pro-choice wyraziło swoje poparcie dla całkowitej legalizacji aborcji w całej Unii Europejskiej. Dostarczono wtedy apel w tej sprawie ambasadorowi RP w Belgii.
W niektórych miastach UE, jak np. w Berlinie, Monachium, Frankfurcie, Wiedniu  czy Amsterdamie od lat funkcjonują finansowane z dobrowolnych składek kolektywy aborcyjne, które umożliwiają Polkom wyjazd i legalną aborcję, pomagając w załatwieniu formalności,  w niektórych przypadkach finansując jej koszty.